# Remo Ruffini
Remo Ruffini (La Brigue, Alpes Marítimos, Francia —entonces, Briga Marittima, Italia—; 17 de mayo de 1942) es un físico italiano, director de ICRANet, Centro Internacional para la Red Astrofísica Relativista. Además, es presidente del Centro Internacional de Astrofísica Relativista (ICRA); inició el doctorado en Astrofísica Relativista Internacional (IRAP PhD), un programa común de posgrado de varias universidades e institutos de investigación para la formación de astrofísicos teóricos. Es director del programa de doctorado Erasmus Mundus IRAP (IRAP Ph D Erasmus Mundus). Ha sido profesor de Física Teórica en la Universidad de Roma «Sapienza» de 1978 a 2012.

## Biografía
Después de obtener su título en 1966, fue becario postdoctoral en la Academia de Ciencias de Mainz trabajando con Pascual Jordan, en Alemania. Luego, fue becario postdoctoral con John Archibald Wheeler y miembro del Instituto de Estudios Avanzados en Princeton y más tarde se convirtió en instructor y profesor asistente en la Universidad de Princeton. En 1975, fue profesor visitante en las universidades de Kioto (Japón) y de Australia Occidental, Perth. En los años 1975-78, cooperó con la NASA como miembro del grupo de trabajo sobre el uso científico de las estaciones espaciales. En 1976 se convirtió en profesor de Física Teórica en la Universidad de Catania y en 1978 fue nombrado profesor en la Universidad «Sapienza». En 1985, fue elegido presidente del Centro Internacional de Astrofísica Relativista (ICRA). En 1984 fue cofundador, junto con Abdus Salam, de Marcel Grossmann Meetings. En 1987, se convirtió en copresidente de las reuniones italo-coreanas sobre astrofísica relativista. En los años 1989-93, fue presidente del Comité Científico de la Agencia Espacial Italiana. Es editor de varias revistas científicas. Está casado con Anna Imponente y tiene un hijo, Iacopo.
Su trabajo teórico condujo al concepto de estrella de bosones. Su artículo clásico con John A. Wheeler popularizó el concepto astrofísico de agujero negro. Juntamente con Demetrios Christodoulou han dado la fórmula para un Kerr-Newmann Black Hole dotado de carga, masa y momento angular. Su trabajo teórico condujo a la identificación de los primeros agujeros negros en la Vía Láctea.
Junto con su estudiante C. Rhoades, estableció el límite superior absoluto de la masa de las estrellas de neutrones y, con su alumno Robert Leach, utilizó un límite superior para fijar el paradigma que permitió la identificación del primer agujero negro en la Vía Láctea, Cygnus X-1, utilizando los datos del satélite Uhuru de Riccardo Giacconi y su grupo.
Para estos trabajos, Ruffini ganó el Premio Cressy Morrison de la Academia de Ciencias de Nueva York en 1972.
Con sus alumnos Calzetti, Giavalisco, Song y Taraglio ha desarrollado el papel de las estructuras fractales en Cosmología.
Junto con su colaborador T. Damour, sugirió la aplicabilidad del proceso Heisenberg-Euler-Schwinger de creación de pares en la física de los agujeros negros e identificó la ergosfera donde tienen lugar estos procesos. Las explosiones de rayos gamma (GRB) parecen dar la evidencia observacional de dicho proceso de creación de pares en astrofísica, antes de la observación de dicho fenómeno en experimentos basados en la Tierra y representan la primera evidencia del proceso de extracción de energía de los agujeros negros (la energía blackholic).

## Libros
Es coautor de 21 libros, incluyendo:
- R. Giacconi y R. Ruffini, Physics and Astrophysics of Neutron Stars and Black Holes, LXXV E. Fermi Summer School, SIF and North Holland (1978); traducido al ruso
- R. Giacconi y R. Ruffini, Physics and Astrophysics of Neutron Stars and Black Holes 2nd edition, Cambridge Scientific Publishers, Cambridge (2009)
- R. Gursky y R. Ruffini, Neutron Stars, Black Holes and Binary X Ray Sources, H. Reidel (1975)
- H. Ohanian y R. Ruffini. Gravitation and Spacetime, W.W. Norton (1994); translated into Italian (Bologna: Zanichelli, 1997), Chinese (China Science Publishing, 2007) and Korean (Seoul: Shin Won, 2001)
- Bardeen, et al., Black Holes, Gordon & Breach (1973)
- M. Rees, J.A. Wheeler and R. Ruffini, Black Holes, Gravitational Waves and Cosmology, Gordon & Breach (1974)
- H. Sato y R. Ruffini, Black Holes, Tokyo (1976)
- L.Z. Fang y R. Ruffini, Basic Concepts in Relativistic Astrophysics, Beijing: Science Press (1981)
- F. Melchiorri y R. Ruffini, Gamow Cosmology, North Holland Pub. Co., (1986)